# Bílý Kostel nad Nisou
Pour les articles homonymes, voir Weisskirchen.
Bílý Kostel nad Nisou (en allemand : Weißkirchen an der Neiße) est une commune du district et de la région de Liberec, en Tchéquie. Sa population s'élevait à 1 049 habitants en 2021.

## Géographie
Bílý Kostel nad Nisou est arrosé par la Neisse — Neisse de Lusace, en tchèque : Lužická Nisa — et se trouve près de la frontière avec la Pologne, à 4 km à l'ouest de Chrastava, à 12 km au nord-ouest de Liberec et à 91 km au nord-nord-est de Prague.
La commune est limitée par Vaclavice (quartier de la commune de Hrádek nad Nisou) au nord, par Chrastava à l'est, par Kryštofovo Údolí et Zdislava au sud, et par Rynoltice et Chotyně à l'ouest.

## Histoire
Le village a été fondé au XIIIe siècle par des colons allemands, qui s'établirent dans la région à l'invitation des rois de Bohême appartenant à la famille princière des Přemyslides.

## Administration
La commune se compose de deux sections :
- Bílý Kostel nad Nisou
- Panenská Hůrka

## Galerie

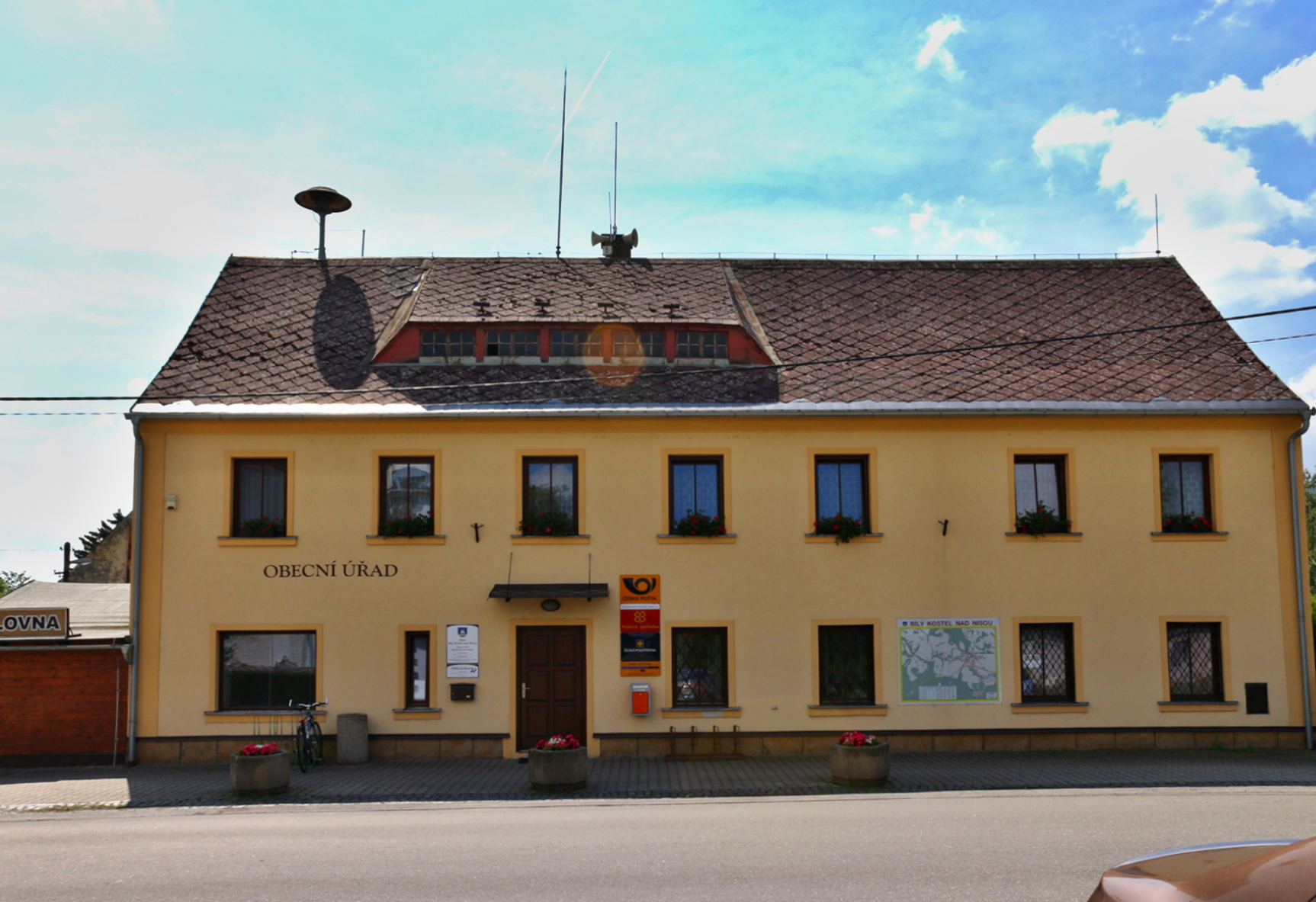
Bílý Kostel nad Nisou : la mairie.
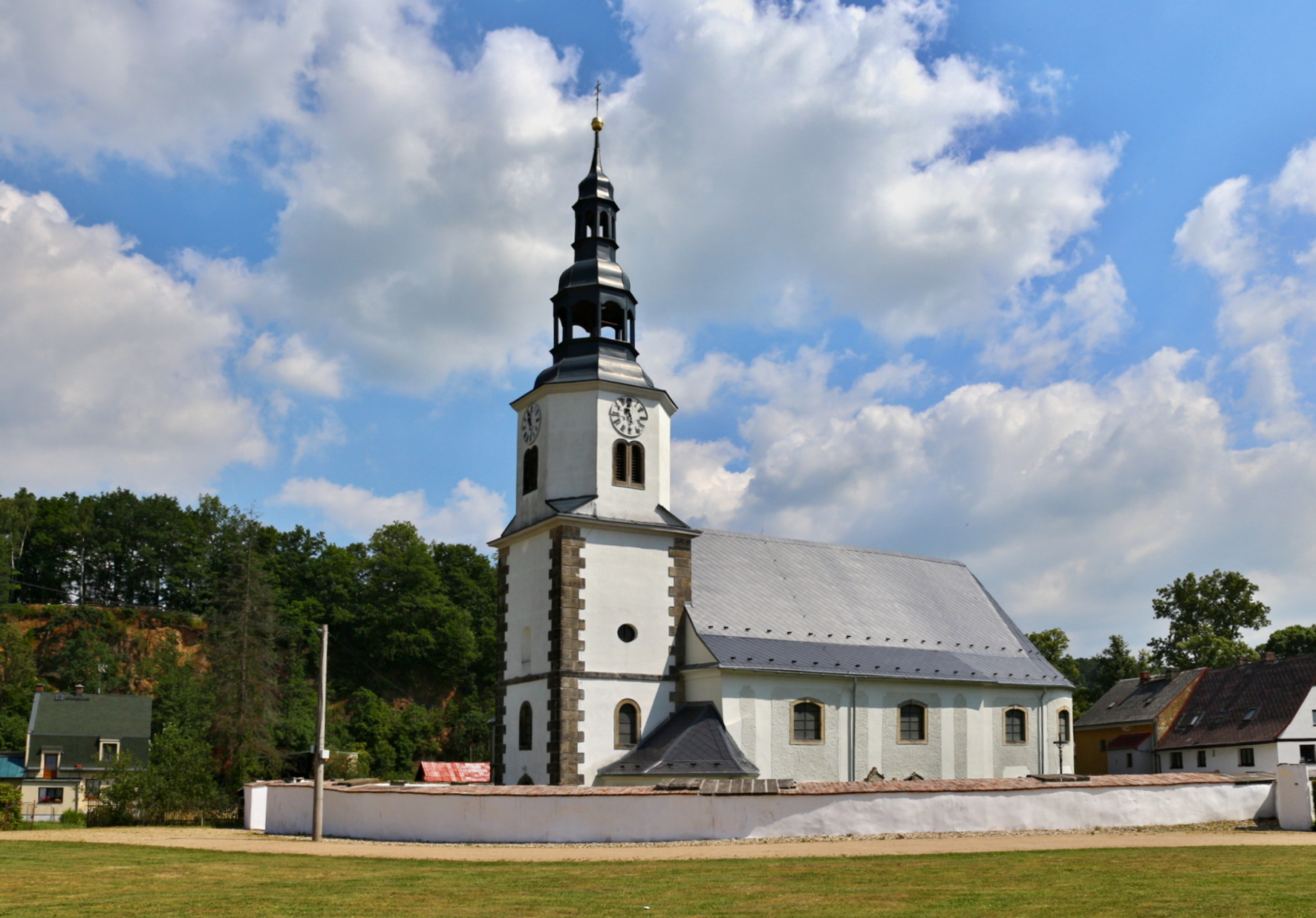
Bílý Kostel nad Nisou : église Saint-Nicolas.

## Transports
Par la route, Bílý Kostel nad Nisou se trouve à 4 km de Chrastava, à 12 km de Liberec et à 119 km de Prague.